# Танасугарн, Тамарин
Тамарин Танасугарн (тайск. แทมมารีน ธนสุกาญจน์, tʰɛːmmāːrīːn tʰánásùkāːn, родилась 24 мая 1977 года в Лос-Анджелесе, США) — таиландская профессиональная теннисистка; победительница 12 турниров WTA (четыре — в одиночном разряде); победительница и неоднократный призёр теннисного турнира Азиатских игр.

## Общая информация
Тамарин Танасугарн родилась в США и имеет двойное гражданство, США и Таиланда. Живёт в Таиланде с пяти лет. Её отец дважды выступал в составе национальной баскетбольной сборной на Олимпиадах в Токио и в Мехико. Окончила университет в Бангкоке.

## Спортивная карьера
1990-е годы
Первый матч в профессиональном турнире Тамарин Танасугарн провела в 1990 году в квалификационном раунде турнира ITF в Бангкоке, когда ей не было ещё 13 лет. В августе 1992 года, в 15 лет, дошла до финала турнира ITF в Тайбэе. С 1993 года выступает за сборную Таиланда в Кубке Федерации. В этом же году завоевала свой первый титул, выиграв турнир в Маниле (Филиппины) и провела свой первый матч в основной сетке турнира Женской теннисной ассоциации (WTA) в Паттайе (Таиланд).
В 1996 году Тамарин Танасугарн впервые в карьере выходит в финал турнира (в Паттайе). На Олимпиаде в Атланте ей доверено нести флаг таиландской делегации на церемонии открытия игр. На Олимпиаде она участвует в турнире женских пар с Бенджамас Сангарам; таиландская пара выигрывает у соперниц из Греции и КНР и в четвертьфинале уступает будущим бронзовым призёрам, Аранче Санчес и Кончите Мартинес из Испании. В ноябре 1996 года Танасугарн входит в число ста сильнейших теннисисток мира согласно рейтингу WTA. По итогам года она была признана «спортсменкой года» в Таиланде.
В июне 1997 года Танасугарн вошла в число 50 лучших теннисисток планеты в одиночном разряде, а в январе 1998 года завоевала свой первый титул в турнирах WTA, выиграв в паре с японкой Наной Мияги турнир в Окленде (Новая Зеландия). Спустя несколько дней она дошла до 1/8 финала Открытого чемпионата Австралии в одиночном разряде, обыграв в третьем круге шестую ракетку мира Иву Майоли. Летом она также дошла до 1/8 финала на Уимблдонском турнире, где проиграла первой ракетке мира Мартине Хингис.
2000-е годы
В начале 2000 года в престижном выставочном турнире, Кубке Хопмана Танасугарн с Парадорном Шричапаном доходят до финала, где уступают команде ЮАР. По ходу турнира Танасугарн побеждает Ай Сугияму и Елену Докич. В 2000 году она выигрывает свой второй турнир в парах и вторично выходит в финал турнира в одиночном разряде. Она участвует в Олимпийском турнире в Сиднее в одиночном разряде, но доходит только до второго круга, где её останавливает Винус Уильямс. В парном разряде они с Бенджамас Сангарам снова одерживают две победы, в том числе и над посеянными четвёртыми Наной Смит и Сугиямой, но в четвертьфинале уступают будущим вице-чемпионкам, бельгийкам Кристи Богерт и Мириам Ореманс.
В феврале 2002 года Танасугарн впервые входит в первую двадцатку рейтинга WTA, а в 2003 году выигрывает свой первый турнир WTA в одиночном разряде (в Хайдарабаде, Индия); к этому моменту в её активе уже три титула в парах. Позднее в том же году она выиграла ещё два турнира в парах, оба с Марией Шараповой.
В 2004 году Танасугарн вместе с командой Таиланда удаётся пробиться в Мировую группу Кубка Федерации. Она выигрывает все шесть своих матчей в этом сезоне Кубка Федерации, в том числе и у австралиек Николь Пратт и Саманты Стосур в матче плей-офф Мировой группы. Она также участвовала в Олимпийских играх в Афинах, третьих в её карьере, но проиграла уже в первом круге сопернице из Индонезии. В парном разряде она дошла до четвертьфинала Открытого чемпионата США в паре с Лизель Хубер (ЮАР); будучи посеяны седьмыми, в третьем круге они обыграли посеянных десятыми Пратт и Эмили Луа, а в четвертьфинале уступили Сугияме и Елене Дементьевой. Перед этим они с Хубер вышли в финал единственного в карьере Танасугарн турнира I категории в Монреале, победив в полуфинале первую пару мира Руано Паскуаль—Суарес. После этих успехов Танасугарн поднялась на самое высокое в своей карьере 15 место в рейтинге теннисисток в парном разряде, но затем в её игре начался спад, продолжавшийся больше трёх лет.
Сезон 2007 года оказался для Танасугарн неудачным: ни на одном крупном турнире ей не удалось выиграть два матча подряд. В определённой степени ей удалось реабилитироваться в летней профессиональной лиге World TeamTennis, где она, выступая за клуб «Springfield Lasers», была признана самым полезным игроком лиги.
Танасугарн снова добивается успехов в 2008 и 2009 годах. За эти два года она:
- дважды выигрывает турнир в Хертогенбосе (Нидерланды)
- побеждает на турнире в Паттайе в парном разряде (с Ярославой Шведовой из Казахстана)
- выходит в четвертьфинал Уимблдонского турнира 2008 года в одиночном разряде, победив по пути посеянную 13-й Веру Звонарёву и третью ракетку мира Елену Янкович
- и наконец, побеждает первую ракетку мира Динару Сафину в полуфинале турнира 2009 года в Хертогенбосе, причём за год до этого она победила Сафину, тогда девятую ракетку мира, в финале того же турнира.

В 2008 году она также принимает участие в Олимпиаде в Пекине, но опять проигрывает в первом круге.
2010-е годы
2010 год Танасугарн также начала удачно, вторично выиграв парный турнир в Паттайе и выйдя в финал этого турнира в одиночном разряде, где уступила посеянной первой Вере Звонарёвой. Осенью в Осаке она, находясь на 94-й строчке в рейтинге, завоевала свой четвёртый титул в одиночном разряде, переиграв в полуфинале 16-ю ракетку мира Марион Бартоли, а в финале — посеянную шестой сорокалетнюю хозяйку соревнований Кимико Датэ-Крумм.
2011 год прошёл на фоне очередного спада результатов, но и тут Тамарин смогла сохранить за собой место в первой сотне одиночного рейтинга и единожды крупно отличиться в паре — хорошо сыгранная пара с новозеландской хорваткой Мариной Эракович не прошла отбор на Уимблдоне, но, получив впоследствии второй шанс, смогла, в итоге, дойти до полуфинала. На пути было сломлено сопротивление пар Заглавова-Стрыцова / Бенешова и Хубер / Реймонд.
В 2012 году Танасугарн, показав лишь несколько приличных результатов в турнирах ITF высоких категорий (с призовым фондом от 75 до 125 тысяч долларов), уже не сумела сохранить за собой место в числе ста лучших теннисисток мира в одиночном разряде. В парах ей удалось выполнить эту задачу за счёт победы в Гуанчжоу, выхода в полуфинал в Паттайе и во второй круг Открытого чемпионата США. В феврале она провела свою последнюю игру за сборную Таиланда в Кубке Федерации, уступив сопернице из Тайваня Чан Кайчэнь. В 2013 году, почти не выступая в одиночном разряде, в парах Танасугарн дошла до финала на турнире WTA в Монтеррее (с Евой Бирнеровой, с которой они были посеяны под третьим номером) и до полуфиналов в Сучжоу и Тайбэе. Несмотря на долгие перерывы в выступлениях весной (полтора месяца) и осенью (с середины августа до начала ноября) Тамарин и в этом году сумела сохранить за собой место в сотне лучших теннисисток в парном разряде, закончив сезон на 93-м месте в рейтинге.
На следующий год этого уже не произошло: завершающая карьеру Танасугарн выступала в основном в восточноазиатских турнирах ITF (один титул в одиночном разряде и одно поражение в финале в паре с соотечественницей Луксикой Кумкхум), заработала за сезон чуть больше 20 тысяч долларов и окончила его далеко от первой сотни как в одиночном разряде, так и в парном. Неудачи в личных турнирах были оттенены успехами в команде: весной сборная Таиланда с Тамарин в составе впервые за восемь сезонов пробилась в плей-офф второй мировой группы Кубка Федерации (проиграв, впрочем, там всухую шведкам), а осенью (вместе с Кумкхум) Танасугарн завоевала золотую медаль в женском парном соревновании теннисного турнира Азиатских игр, где она и Луксика переиграли в полуфинале и финале два сильных тайваньских дуэта. Танасугарн продолжала выступать за сборную Таиланда и в 2015 году, но сумела лишь обеспечить ей победу над командой Тайваня, а затем уже в матче за 5-е место — над сборной Узбекистана, но повторить прошлогодний успех таиландки не смогли. На индивидуальном уровне на счету Танасугарн оказался один финал турнира WTA: у себя на родине, в Паттайе, она с японкой Сюко Аоямой обыграла вторую и четвёртую посеянные пары, прежде чем уступить первой паре турнира Чжань Хаоцин-Чжань Юнжань. Помимо этого, Танасугарн в основном, как и в предыдущий год, играла в турнирах ITF, проведя за год около десятка.
В июне 2016 года, находясь под впечатлением от смерти матери, Танасугарн официально объявила об окончании профессиональной игровой карьеры, длившейся больше 22 лет. Она также сообщила, что готова работать с Теннисной ассоициацией Таиланда в качестве тренера молодых игроков. В августе 2016 года было сообщено, что Танасугарн поступила на службу в Королевскую полицию Таиланда, а также планирует открытие собственной теннисной академии.
В конце 2018 — начале 2020 года приняла участие в ряде турниров ITF в Таиланде и Японии в парном разряде с разными партнёршами. Трижды пробивалась в финал, один турнир (в Хуа-Хине с призовым фондом 25 тысяч долларов) выиграла в паре с представляющей Нидерланды Лесли Паттинама Керкове.

## Итоговое место в рейтинге WTA по годам
| Год  | Одиночный рейтинг | Парный рейтинг |
| 2022 |                   | 792            |
| 2020 |                   | 480            |
| 2020 |                   | 400            |
| 2019 |                   | 624            |
| 2015 | 456               | 288            |
| 2014 | 340               | 182            |
| 2013 | 240               | 93             |
| 2012 | 154               | 69             |
| 2011 | 122               | 68             |
| 2010 | 58                | 71             |
| 2009 | 111               | 108            |
| 2008 | 35                | 47             |
| 2007 | 124               | 82             |
| 2006 | 75                | 134            |
| 2005 | 132               | 127            |
| 2004 | 66                | 20             |
| 2003 | 34                | 61             |
| 2002 | 28                | 124            |
| 2001 | 29                | 102            |
| 2000 | 29                | 70             |
| 1999 | 72                | 113            |
| 1998 | 37                | 72             |
| 1997 | 46                | 86             |
| 1996 | 75                | 128            |
| 1995 | 209               | 248            |
| 1994 | 249               | 347            |
| 1993 | 494               | 461            |
| 1992 | 560               | 690            |

## Выступления на турнирах

### Финалы турнировWTAв одиночном разряде (11)

#### Победы (4)
| Легенда: До 2009 года       | Легенда: С 2009 года  |
| --------------------------- | --------------------- |
| Турниры Большого шлема (0)* |                       |
| Олимпиада (0)               |                       |
| Итоговый турнир WTA (0)     |                       |
| 1-я категория (0)           | Premier Mandatory (0) |
| 2-я категория (0)           | Premier 5 (0)         |
| 3-я категория (1+4)         | Premier (0)           |
| 4-я категория (1+1)         | International (2+1)   |
| 5-я категория (0+1)         | International (2+1)   |

| Титулы по покрытиям | Титулы по месту проведения матчей турнира |
| ------------------- | ----------------------------------------- |
| Хард (2+8)*         | Зал (0+1)                                 |
| Грунт (0)           | Зал (0+1)                                 |
| Трава (2)           | Открытый воздух (4+7)                     |
| Ковёр (0)           | Открытый воздух (4+7)                     |

* количество побед в одиночном разряде + количество побед в парном разряде + количество побед в миксте.
| №  | Дата            | Турнир                      | Покрытие | Соперница в финале | Счёт           |
| 1. | 9 февраля 2003  | Хайдерабад, Индия           | Хард     | Ирода Туляганова   | 6-4 6-4        |
| 2. | 21 июня 2008    | Хертогенбос, Нидерланды     | Трава    | Динара Сафина      | 7-5 6-3        |
| 3. | 20 июня 2009    | Хертогенбос, Нидерланды (2) | Трава    | Янина Викмайер     | 6-3 7-5        |
| 4. | 17 октября 2010 | Осака, Япония               | Хард     | Кимико Датэ-Крумм  | 7-5 6-7(4) 6-1 |

#### Поражения (7)
| №  | Дата            | Турнир                    | Покрытие | Соперница в финале | Счёт            |
| 1. | 18 ноября 1996  | Паттайя, Таиланд          | Хард     | Руксандра Драгомир | 6-4 5-7 — отказ |
| 2. | 12 июня 2000    | Бирмингем, Великобритания | Трава    | Лиза Реймонд       | 2-6 7-6(7) 4-6  |
| 3. | 1 октября 2001  | Токио, Япония             | Хард     | Моника Селеш       | 3-6 2-6         |
| 4. | 7 января 2002   | Канберра, Австралия       | Хард     | Анна Смашнова      | 5-7 6-7(2)      |
| 5. | 11 февраля 2002 | Доха, Катар               | Хард     | Моника Селеш       | 6-7(6) 3-6      |
| 6. | 9 октября 2006  | Бангкок, Таиланд          | Хард     | Ваня Кинг          | 6-2 4-6 4-6     |
| 7. | 14 февраля 2010 | Паттайя, Таиланд (2)      | Хард     | Вера Звонарёва     | 4-6 4-6         |

### Финалы турнировITFв одиночном разряде (24)

#### Победы (15)
| Легенда:                    |
| --------------------------- |
| 100.000 USD (0+1)*          |
| 80.000 (75.000)** USD (1+2) |
| 60.000 (50.000)** USD (5+1) |
| 25.000 USD (6+3)            |
| 15.000 (10.000)** USD (3+1) |

** призовой фонд до 2017 года
| Титулы по покрытиям | Титулы по месту проведения матчей турнира |
| ------------------- | ----------------------------------------- |
| Хард (3+5)*         | Зал (1+2)                                 |
| Грунт (0)           | Зал (1+2)                                 |
| Трава (7+1)         | Открытый воздух (14+6)                    |
| Ковёр (5+2)         | Открытый воздух (14+6)                    |

* количество побед в одиночном разряде + количество побед в парном разряде + количество побед в миксте.
| №   | Дата            | Турнир                   | Покрытие    | Соперница в финале  | Счёт                   |
| 1.  | 6 декабря 1993  | Манила, Филиппины        | Хард        | Чхой Чу Ён          | 6-2 6-3                |
| 2.  | 4 марта 1996    | Варрнамбул, Таиланд      | Трава       | Джейн Тейлор        | 6-4 6-1                |
| 3.  | 18 марта 1996   | Водонга, Австралия       | Трава       | Кристин Кунс        | 4-6 6-4 7-6(5)         |
| 4.  | 28 октября 1996 | Сага, Япония             | Трава       | Кадзуэ Такума       | 6-4 6-1                |
| 5.  | 2 июня 1997     | Сербитон, Великобритания | Трава       | Александра Ольша    | 5-7 7-6(5) 5-0 — отказ |
| 6.  | 31 мая 1999     | Сербитон, Великобритания | Трава       | Сурина де Бер       | 6-4 5-7 6-2            |
| 7.  | 4 октября 1999  | Сага, Япония             | Трава       | Ванесса Уэбб        | 6-3 6-3                |
| 8.  | 1 мая 2000      | Гифу, Япония             | Трава       | Синобу Асагоэ       | 7-5 6-4                |
| 9.  | 5 ноября 2005   | Шэньчжэнь, Китай         | Хард        | Михо Саэки          | 6-2 6-4                |
| 10. | 30 октября 2006 | Шанхай, Китай            | Хард        | Акгуль Аманмурадова | 6-3 6-3                |
| 11. | 28 апреля 2008  | Гифу, Япония             | Ковёр       | Кимико Датэ-Крумм   | 4-6 7-5 6-2            |
| 12. | 6 сентября 2010 | Ното, Япония             | Ковёр       | Нунгнида Луангнам   | 7-5 6-2                |
| 13. | 2 мая 2011      | Фукуока, Япония          | Ковёр       | Чжань Юнжань        | 6-4 5-7 7-5            |
| 14. | 21 ноября 2011  | Тоёта, Япония            | Ковёр (зал) | Кимико Датэ-Крумм   | 6-2 7-5                |
| 15. | 7 сентября 2014 | Ното, Япония             | Ковёр       | Ли Ясюань           | 6-0 6-4                |

#### Поражения (9)
| №  | Дата             | Турнир                       | Покрытие | Соперница в финале | Счёт           |
| 1. | 10 августа 1992  | Тайбэй, Тайвань              | Хард     | Пак Сон Хи         | 3-6 1-6        |
| 2. | 11 марта 1996    | Канберра, Австралия          | Трава    | Кристин Кунс       | 4-6 0-6        |
| 3. | 25 марта 1996    | Новый Южный Уэльс, Австралия | Трава    | Кристин Кунс       | 2-6 1-6        |
| 4. | 5 августа 1996   | Джакарта, Индонезия          | Хард     | Людмила Вармужова  | 2-6 4-6        |
| 5. | 27 сентября 1999 | Сеул, Южная Корея            | Хард     | Ирода Туляганова   | 0-6 2-6        |
| 6. | 5 июня 2000      | Сербитон, Великобритания     | Трава    | Луиза Латимер      | 5-7 3-6        |
| 7. | 26 ноября 2007   | Сямынь, Китай                | Хард     | Чжань Юнжань       | 6-2 2-6 1-6    |
| 8. | 5 мая 2008       | Фукуока, Япония              | Ковёр    | Томоко Ёнэмура     | 1-6 6-2 6-7(8) |
| 9. | 12 апреля 2010   | Йоханнесбург, ЮАР            | Хард     | Нина Братчикова    | 5-7 6-7(4)     |

### Финалы турнировWTAв парном разряде (16)

#### Победы (8)
| №  | Дата             | Турнир                 | Покрытие   | Партнёрша        | Соперницы в финале                 | Счёт           |
| 1. | 11 января 1998   | Окленд, Новая Зеландия | Хард       | Нана Мияги       | Жюли Алар-Декюжи Жанетта Гусарова  | 6-4 7-5        |
| 2. | 22 октября 2000  | Шанхай, Китай          | Хард       | Лилия Остерло    | Рита Гранде Меганн Шонесси         | 7-5 6-1        |
| 3. | 24 сентября 2001 | Бали, Индонезия        | Хард       | Эви Доминикович  | Джанет Ли Винна Пракуся            | 7-6(1) 6-4     |
| 4. | 5 октября 2003   | Токио, Япония          | Хард       | Мария Шарапова   | Энсли Каргилл Эшли Харклроуд       | 7-6(1) 6-0     |
| 5. | 26 октября 2003  | Люксембург             | Хард (зал) | Мария Шарапова   | Марлен Вайнгартнер Елена Татаркова | 6-1 6-4        |
| 6. | 15 февраля 2009  | Паттайя, Таиланд       | Хард       | Ярослава Шведова | Юлия Бейгельзимер Виталия Дьяченко | 6-3 6-2        |
| 7. | 14 февраля 2010  | Паттайя, Таиланд (2)   | Хард       | Марина Эракович  | Ксения Первак Анна Чакветадзе      | 7-5 6-1        |
| 8. | 22 сентября 2012 | Гуанчжоу, Китай        | Хард       | Чжан Шуай        | Ярмила Гайдошова Моника Никулеску  | 2-6 6-2 [10-8] |

#### Поражения (8)
| №  | Дата             | Турнир             | Покрытие   | Партнёрша       | Соперницы в финале             | Счёт           |
| 1. | 16 августа 1998  | Лос-Анджелес, США  | Хард       | Елена Татаркова | Наталья Зверева Мартина Хингис | 4-6 2-6        |
| 2. | 27 февраля 2000  | Оклахома-сити, США | Хард (зал) | Елена Татаркова | Корина Морариу Кимберли По     | 4-6 6-4 2-6    |
| 3. | 14 октября 2001  | Шанхай, Китай      | Хард       | Эви Доминикович | Ленка Немечкова Лизель Хубер   | 0-6 5-7        |
| 4. | 21 сентября 2003 | Шанхай, Китай (2)  | Хард       | Ай Сугияма      | Эмили Луа Николь Пратт         | 3-6 3-6        |
| 5. | 8 августа 2004   | Монреаль, Канада   | Хард       | Лизель Хубер    | Синобу Асагоэ Ай Сугияма       | 0-6 3-6        |
| 6. | 2 ноября 2008    | Квебек, Канада     | Хард (зал) | Джилл Крейбас   | Анна-Лена Грёнефельд Ваня Кинг | 6-7(3) 4-6     |
| 7. | 7 апреля 2013    | Монтеррей, Мексика | Хард       | Ева Бирнерова   | Тимея Бабош Кимико Датэ-Крумм  | 1-6 4-6        |
| 8. | 15 февраля 2015  | Паттайя, Таиланд   | Хард       | Сюко Аояма      | Чжань Хаоцин Чжань Юнжань      | 6-2 4-6 [3-10] |

### Финалы турнировITFв парном разряде (17)

#### Победы (8)
| №  | Дата             | Турнир               | Покрытие    | Партнёрша                | Соперницы в финале               | Счёт        |
| 1. | 18 сентября 1995 | Самутпракан, Таиланд | Хард        | Бенджамас Сангарам       | Мария Видядхарма Агустин Лиманто | 7-5 1-6 6-4 |
| 2. | 28 октября 1996  | Сага, Япония         | Трава       | Даниэлла Джонс           | Хироко Мотидзуки Юка Танака      | 6-2 6-3     |
| 3. | 23 мая 2006      | Пекин, Китай         | Хард (зал)  | Чжуан Цзяжун             | Нина Братчикова Лига Декмейере   | 4-6 6-2 6-3 |
| 4. | 23 ноября 2009   | Тоёта, Япония        | Ковёр (зал) | Марина Эракович          | Акико Ёнэмура Акари Иноуэ        | 6-1 6-4     |
| 5. | 29 марта 2010    | Монсон, Испания      | Хард        | Александра Дулгеру       | Яюк Басуки Риза Заламеда         | 6-2 6-0     |
| 6. | 6 сентября 2010  | Ното, Япония         | Ковёр       | Рика Фудзивара           | Сюко Аояма Акари Иноуэ           | 6-3 6-3     |
| 7. | 4 октября 2010   | Токио, Япония        | Хард        | Джилл Крейбас            | Урсула Радваньская Ольга Савчук  | 6-3 6-1     |
| 8. | 17 ноября 2019   | Хуахин, Таиланд      | Хард        | Лесли Паттинама Керкхове | Чжэн Сайсай Ын Кваняу            | 6-2 7-6(5)  |

#### Поражения (9)
| №  | Дата             | Турнир                      | Покрытие | Партнёрша                | Соперницы в финале                         | Счёт            |
| 1. | 1 февраля 1993   | Бандар-Сери-Бегаван, Бруней | Хард     | Варали Сурипхонг         | Сюзанна Вибово Романа Теджакусума          | 3-6 1-6         |
| 2. | 19 сентября 1994 | Хатъяй, Таиланд             | Хард     | Саситорн Тангтхинкуль    | Сувимоль Дуангчан Пимписамаль Кансутхи     | 3-6 5-7         |
| 3. | 27 сентября 1999 | Сеул, Южная Корея           | Хард     | Пак Сон Хи               | Кэтрин Барклей-Рейтц Ким Ын Ха             | 6-4 4-6 2-6     |
| 4. | 5 июня 2006      | Сербитон, Великобритания    | Трава    | Се Шувэй                 | Кейси Деллакква Труди Мусгрейв             | 3-6 3-6         |
| 5. | 12 апреля 2010   | Йоханнесбург, ЮАР           | Хард     | Марина Эракович          | Эйрини Георгату Виталия Дьяченко           | 3-6 7-5 [14-16] |
| 6. | 9 мая 2011       | Куруме, Япония              | Трава    | Рика Фудзивара           | Акико Ёнэмура Аюми Ока                     | 3-6 7-5 4-6     |
| 7. | 13 июля 2014     | Бангкок, Таиланд            | Хард     | Луксика Кумкхум          | Варатчая Вонгтинчай Варуня Вонгтинчай      | 3-6 6-4 [8-10]  |
| 8. | 13 октября 2019  | Хуахин, Таиланд             | Хард     | Кан Цзяци                | Пуннин Ковапитуктед Патчарин Чиапчандей    | 3-6 4-6         |
| 9. | 10 ноября 2019   | Хуахин, Таиланд             | Хард     | Лесли Паттинама Керкхове | Ева Герреро Альварес Джорджа Андрея Крачун | 2-6 5-7         |

### Финалы командных турниров (1)

#### Поражения (1)
| №  | Год  | Турнир        | Команда                       | Соперник в финале     | Счёт |
| 1. | 2000 | Кубок Хопмана | Таиланд · Танасугарн,Шричапан | ЮАР · Кётцер,Феррейра | 0-3  |

## История выступлений на турнирах
| Турнир                       | 1995  | 1996  | 1997          | 1998          | 1999          | 2000  | 2001          | 2002          | 2003          | 2004  | 2005          | 2006          | 2007          | 2008  | 2009          | 2010          | 2011          | 2012  | 2013  | Итог   | В/П за карьеру |
| ---------------------------- | ----- | ----- | ------------- | ------------- | ------------- | ----- | ------------- | ------------- | ------------- | ----- | ------------- | ------------- | ------------- | ----- | ------------- | ------------- | ------------- | ----- | ----- | ------ | -------------- |
| Турниры Большого шлема       |       |       |               |               |               |       |               |               |               |       |               |               |               |       |               |               |               |       |       |        |                |
| Открытый чемпионат Австралии | К     | К     | 3Р            | 4Р            | 1Р            | 3Р    | 3Р            | 3Р            | 3Р            | 1Р    | 2Р            | 1Р            | 1Р            | 1Р    | 1Р            | 2Р            | 1Р            | 1Р    | К     | 0 / 16 | 15-16          |
| Открытый чемпионат Франции   | К     | -     | 2Р            | 1Р            | 1Р            | 2Р    | 1Р            | 3Р            | 1Р            | 1Р    | 1Р            | -             | 2Р            | 1Р    | 2Р            | 1Р            | -             | 1Р    | -     | 0 / 14 | 6-14           |
| Уимблдонский турнир          | К     | -     | 3Р            | 4Р            | 4Р            | 4Р    | 4Р            | 4Р            | 1Р            | 4Р    | 2Р            | 3Р            | 1Р            | 1/4   | 1Р            | 1Р            | 2Р            | 1Р    | К     | 0 / 16 | 28-16          |
| Открытый чемпионат США       | К     | -     | 3Р            | 1Р            | 2Р            | 3Р    | 1Р            | 2Р            | 4Р            | 1Р    | 1Р            | К             | 1Р            | 1Р    | 1Р            | -             | 1Р            | К     | -     | 0 / 13 | 9-13           |
| Итог                         | 0 / 0 | 0 / 0 | 0 / 4         | 0 / 4         | 0 / 4         | 0 / 4 | 0 / 4         | 0 / 4         | 0 / 4         | 0 / 4 | 0 / 4         | 0 / 2         | 0 / 4         | 0 / 4 | 0 / 4         | 0 / 3         | 0 / 3         | 0 / 3 | 0 / 0 | 0 / 59 |                |
| В/П в сезоне                 | 0-0   | 0-0   | 7-4           | 6-4           | 4-4           | 8-4   | 5-4           | 8-4           | 5-4           | 3-4   | 2-4           | 2-2           | 1-4           | 4-4   | 1-4           | 1-3           | 1-3           | 0-3   | 0-0   |        | 58-59          |
| Олимпийские игры             |       |       |               |               |               |       |               |               |               |       |               |               |               |       |               |               |               |       |       |        |                |
| Летняя олимпиада             | НП    | -     | Не проводился | Не проводился | Не проводился | 2Р    | Не проводился | Не проводился | Не проводился | 1Р    | Не проводился | Не проводился | Не проводился | 1Р    | Не проводился | Не проводился | Не проводился | -     | НП    | 0 / 3  | 1-3            |

К — проигрыш в квалификационном турнире.
| Турнир                       | 1996  | 1997          | 1998          | 1999          | 2000  | 2002  | 2003  | 2004  | 2005          | 2006          | 2007          | 2008  | 2009          | 2010          | 2011          | 2012  | 2013  | 2014  | Итог   | В/П за карьеру |
| ---------------------------- | ----- | ------------- | ------------- | ------------- | ----- | ----- | ----- | ----- | ------------- | ------------- | ------------- | ----- | ------------- | ------------- | ------------- | ----- | ----- | ----- | ------ | -------------- |
| Турниры Большого шлема       |       |               |               |               |       |       |       |       |               |               |               |       |               |               |               |       |       |       |        |                |
| Открытый чемпионат Австралии | -     | 1Р            | 1Р            | 1Р            | 3Р    | -     | 1Р    | 1Р    | -             | 2Р            | 1Р            | 2Р    | 1Р            | 1Р            | 1Р            | 1Р    | 1Р    | 1Р    | 0 / 15 | 5-15           |
| Открытый чемпионат Франции   | -     | 1Р            | 1Р            | 1Р            | 1Р    | 2Р    | -     | 2Р    | 1Р            | -             | 2Р            | 1Р    | 1Р            | 1Р            | -             | 3Р    | 2Р    | -     | 0 / 13 | 6-13           |
| Уимблдонский турнир          | 2Р    | 1Р            | 2Р            | 1Р            | 1Р    | 2Р    | -     | 2Р    | 1Р            | -             | 2Р            | 2Р    | 2Р            | 1Р            | 1/2           | 3Р    | 3Р    | -     | 0 / 15 | 15-15          |
| Открытый чемпионат США       | -     | 2Р            | 2Р            | -             | 1Р    | -     | -     | 1/4   | 1Р            | -             | 2Р            | 1Р    | -             | -             | 1Р            | 2Р    | -     | -     | 0 / 9  | 7-9            |
| Итог                         | 0 / 1 | 0 / 4         | 0 / 4         | 0 / 3         | 0 / 4 | 0 / 2 | 0 / 1 | 0 / 4 | 0 / 3         | 0 / 1         | 0 / 4         | 0 / 4 | 0 / 3         | 0 / 3         | 0 / 3         | 0 / 4 | 0 / 3 | 0 / 1 | 0 / 52 |                |
| В/П в сезоне                 | 1-1   | 1-4           | 2-4           | 0-3           | 2-4   | 2-2   | 0-1   | 6-4   | 0-3           | 1-1           | 3-4           | 2-4   | 1-3           | 0-3           | 5-4           | 5-4   | 1-2   | 3-3   | 0-1    | 32-51          |
| Олимпийские игры             |       |               |               |               |       |       |       |       |               |               |               |       |               |               |               |       |       |       |        |                |
| Летняя олимпиада             | 1/4   | Не проводился | Не проводился | Не проводился | 1/4   | НП    | НП    | -     | Не проводился | Не проводился | Не проводился | -     | Не проводился | Не проводился | Не проводился | -     | НП    | НП    | 0 / 2  | 4-2            |